# Hylaeus nippon
Hylaeus nippon är en biart som beskrevs av Hirashima 1977. Hylaeus nippon ingår i släktet citronbin, och familjen korttungebin. Inga underarter finns listade i Catalogue of Life.